# Большой Совет вождей
Большой совет вождей (Bose Levu Vakaturaga на фиджийском языке, ग्रेट काउंसिल ऑफ चीफ्स на фиджийском хинди) — конституционный орган в Республике островов Фиджи, существовавший с 1876 года по март 2012 года. В апреле 2007 года деятельность совета была приостановлена из-за неработающих отношений с Фрэнком Мбаинимарамой, лидером «временного правительства», пришедшего к власти через военный переворот в декабре 2006 года. Официально он был упразднён указом в марте 2012 года.
Он отличался от Палаты вождей, более крупного органа, в который входят все потомственные вожди, хотя членство в этих двух органах в значительной степени пересекалось. Большой совет вождей в его самой последней форме был учрежден в соответствии со статьей 116 ныне недействующей Конституции 1997 года, но на самом деле он появился намного раньше Конституции и был учрежден британскими колониальными правителями в качестве консультативного органа в 1876 года, через два года после передачи Фиджи Соединенному Королевству.

## Институциональная история
Совет был основан в 1876 году пре губернаторе сэре Артуре Гамильтоне-Гордоне. Решение было принято после консультаций с вождями, которые посоветовали сэру Артуру, как лучше всего управлять коренным населением колонии. По словам антрополога Роберта Нортона, это «воплощение привилегированных отношений доверия и защиты, установленных между фиджийцами и британцами».
В колониальную эпоху заседания Великого совета вождей проводились раз в год или два «с богатым церемониальным протоколом» под председательством британского губернатора. Члены Совета консультировали губернатора по вопросам политики в отношении коренных народов и до 1963 года выбирали представителей коренных народов в колониальный парламент. Среди его кандидатов в парламент в 1950-х и начале 1960-х годов были Рату сэр Лала Сукуна, Рату Сэр Камисесе Мара, Рату Джордж Какобау, Рату Эдвард Какобау и Рату Пенайя Ганилау, которые должны были занять руководящие должности в правительстве. В 1963 году эта функция Совета была упразднена, поскольку коренные фиджийцы получили право избирать своих представителей в парламент.
В 1950-х годах Совет перестал быть закрепленным за вождями; его «членство […] было расширено, чтобы позволить представительство профсоюзов и других городских организаций». Однако все члены остались коренными жителями.
Первая конституция Фиджи, принятая после обретения независимости в 1970 году, дала Совету право назначать восемь из двадцати двух членов Сената.
После военного переворота 1987 года, проведенного Ситивени Рабукой, Совет стал исключительно аристократическим органом, его членство оставлено за высокопоставленными вождями. Рабука утверждал, что потомственные вожди должны сохранять первостепенную власть в принятии решений.
Конституция 1990 года усилила власть Совета. Теперь он был уполномочен назначать 24 из 34 членов Сената. Впредь Совет будет также назначать президента и вице-президента Фиджи.
Конституция 1997 года сократила его представительство в Сенате до 14 членов (из 32), но признала его право назначать президента и вице-президента.